# Mortalitet
|  | Wiktionary har ordboksartiklar om mortalitet, dödlighet och dödstal. |

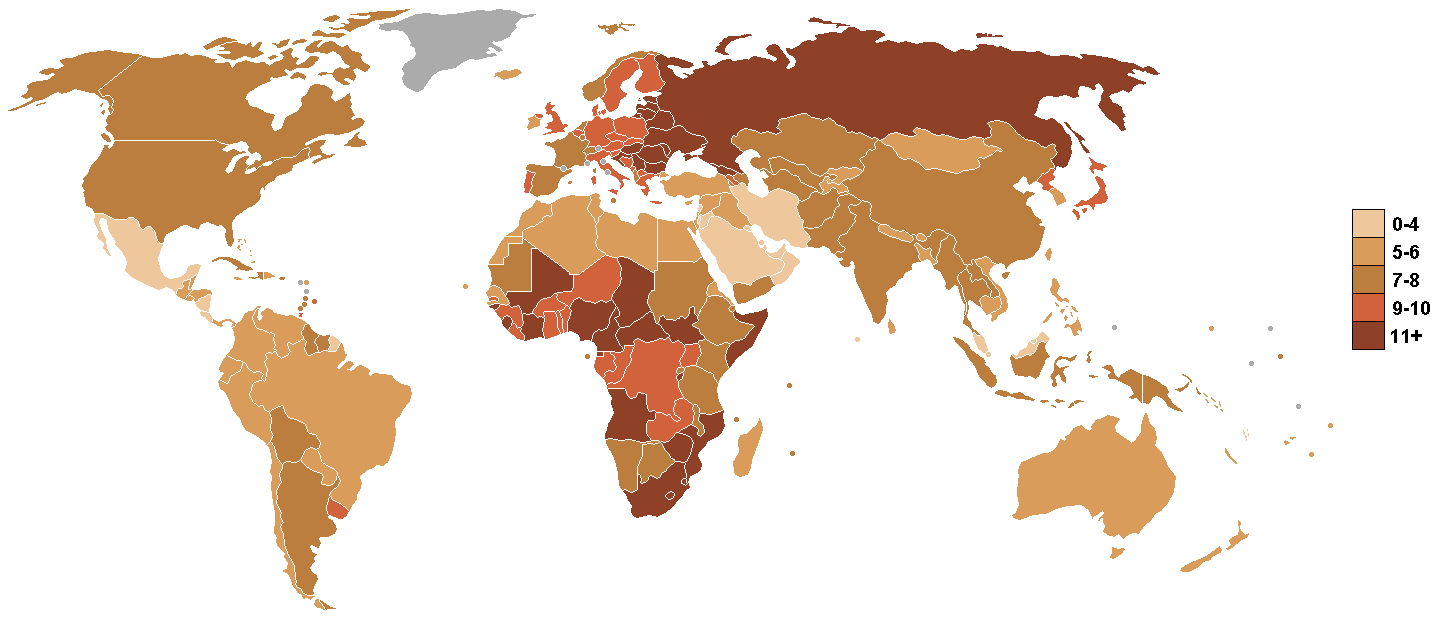
Världens länder efter dödstal 2015.

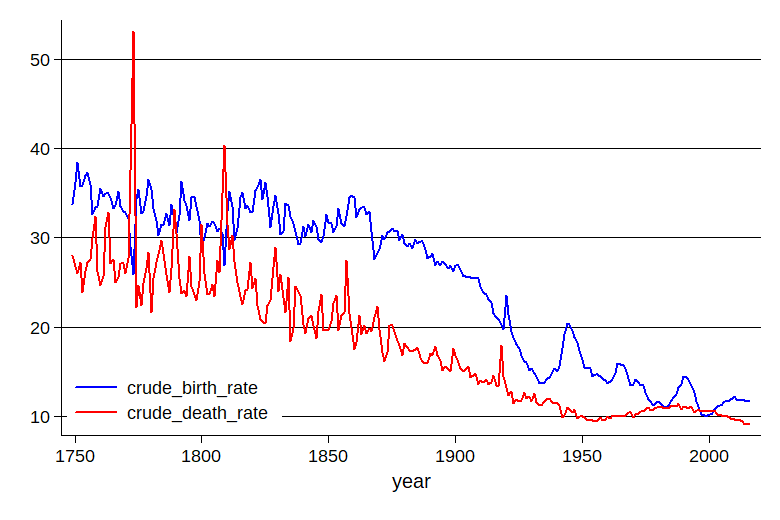
Demografisk förändring i Sverige mellan 1735 och 2016. Röd linje representerar grundläggande dödstakt, blå linje grundläggande födelsetakt.

Mortalitet, dödstal eller dödlighet är ett demografiskt mätvärde som anger antalet dödsfall per år per 1000 personer i en befolkning.
Begreppet mortalitet är starkt förknippat med teorier om demografisk transition, där dödstalen sjunker före födelsetalen, vilket leder till en snabb befolkningstillväxt, något som väldigt många av världens länder har gått igenom, medan andra länder - främst i Subsahariska Afrika - förväntas ligga i början av transitionen med sjunkande dödstal.
Mortaliteten hos en befolkning är också en viktig faktor som skapar förutsättning för en ålderstransition hos en befolkning. En åldrande befolkning, där fler blir äldre kan skapa ekonomiska och sociala problem.
Inom epidemiologi är mortaliteten antalet dödsfall orsakade av en viss sjukdom eller händelse i en hel population. Detta kan jämföras med begreppet letalitet, vilket är ett mått på hur dödlig en sjukdom är, det vill säga hur stor andel av de redan sjuka som dör av sjukdomen. Till exempel är mortaliteten i rabies i princip noll i Sverige eftersom ingen insjuknar (Sverige är rabiesfritt), men letaliteten är 100% eftersom alla av de som faktiskt insjuknar dör. Begreppet morbiditet, å andra sidan, betecknar antalet insjuknade av en hel population.
| Antal födda och döda i Sverige |
| --- |
| Antal personerGregorianska år02 mn4 mn6 mn8 mn10 mn12 mn1749-01-011837-01-011925-01-012013-01-01Population - totalPopulation - menPopulation - womenBirths - totalBirths - menBirths - womenDeaths - totalDeaths - menDeaths - women |

| Mortalitet i Sverige sedan 1911                                                                                |
| --- |
| Gregorianska år0369121518211911-01-011943-01-011975-01-012007-01-01Mortality Flu SeasonMortality Calender Year |